# Tufilândia
Tufilândia est une municipalité brésilienne située dans l'État du Maranhão.